# Партизанське (Конотопський район)
Партизанське — селище в Україні, у Новослобідській сільській громаді Конотопського району Сумської області. Населення становить 10 осіб. До 2017 орган місцевого самоврядування — Новослобідська сільська рада.

## Географія
Селище Партизанське знаходиться в урочищі Рівне. Навколо селища багато іригаційних каналів.

## Історія
12 червня 2020 року, відповідно до розпорядження Кабінету Міністрів України № 723-р «Про визначення адміністративних центрів та затвердження територій територіальних громад Сумської області», селище увійшло до складу Новослобідської сільської громади.
19 липня 2020 року, в результаті адміністративно-територіальної реформи та ліквідації Путивльського району, увійшло до складу новоутвореного Конотопського району.
22 червня 2023 року рішенням Національної комісії зі стандартів державної мови віднесено до списку населених пунктів, які «можуть не відповідати лексичним нормам української мови», зокрема стосуватися «російської імперської чи колоніальної політики». Громаді рекомендовано обґрунтувати доцільність збереження поточної назви або запропонувати нову назву в установленому законодавством порядку.